# Sycorax caucasica
Sycorax caucasica är en tvåvingeart som beskrevs av Jezek 1990. Sycorax caucasica ingår i släktet Sycorax och familjen fjärilsmyggor. Inga underarter finns listade i Catalogue of Life.